# Dzahadjou Hambou
Dzahadjou ist ein Ort auf der Insel Grande Comore (Ngazidja) in den Komoren. 1991 wurden 1319 Einwohner gezählt.

## Geographie
Der Ort liegt an der RN 2 an der Südostküste der Insel auf einer Höhe von ca. 100 m. Der Ort liegt auf einer kleinen Terrasse am Abhang des Karthala, zusammen mit Mbambani im Westen. Im Osten führt die Straße weiter nach Itsounzou, beziehungsweise mit einem Abzweig nach Tsinimouachongo.

## Klima
Nach dem Köppen-Geiger-System zeichnet sich Dzahadjou durch ein tropisches Klima mit der Kurzbezeichnung Af aus.